# Закопець Мирон Михайлович
Миро́н Миха́йлович Закопе́ць (1932—2008) — український гобоїст та педагог, заслужений діяч мистецтв України (1993).

## З життєпису
1964 року закінчив Львівську консерваторію, викладачі В. Терентьєв, В'ячеслав Борисович Цайтц. З того часу працював викладачем, згодом і до 2007 року — завідувач відділу духових інструментів Львівського музичного училища.
Для його творів характерні відточена техніка та досконале поєднання різних стилів, природна музикальність і витончений художній смак; створив власну концепцію гри на гобої.
У репертуарі — концерти Йоганна-Себастьяна Баха, Георга Генделя, Антоніо Вівальді, Йозефа Гайдна, Георга Телемана, Вольфганга-Амадея Моцарта; виступав у складі тріо з В'ячеславом Цайтцом (гобой) та Левком Керодом (англійський ріжок).
Є автором кількох збірників творів вітчизнчних та зарубіжних композиторів-класиків для дитячих музичних шкіл. Також зробив низку перекладень для гобоя, англійського ріжка, саксофона-альта з фортепіано, були видані в Україні і за кордоном.
Був членом журі багатьох всеукраїнських та міжнародних конкурсів. Здійснював майстер-класи в Україні та за кордоном.
Серед учнів — лауреати республіканських й міжнародних конкурсів І. Лещишин, М. Крещишин, В. Возняк, В. Романюк, О. Фанок.
Серед робіт:
- «Школа гри на гобої для ДМШ», 1990
- «Розвиток техніки гобоїста // The Double Reed = Подвійна тростина», 1992
- « Методика навчання гри на гобої», 2002, у співавторстві.

Львівська середня спеціальна музична школа-інтернат імені Соломії Крушельницької 2018 року готує Перший міжнародний конкурс виконавців на духових інструментах імені Володимира Антоніва та Мирона Закопця.
Його син, Закопець Лев Миронович — директор Львівської середньої спеціальної музичної школи-інтернату імені Соломії Крушельницької.